# Economia da Argentina
A economia da Argentina  tem recursos naturais abundantes, um setor agrícola orientado para a exportação, a população altamente alfabetizada, e uma base industrial relativamente diversificada. É a 22ª maior do mundo, com PIB estimado em US$ 771 bilhões, dados de 2013. Já seu Poder de Compra, calculado em US$ 18.600, é o 62o maior do mundo, e segundo maior da América do Sul. A economia, é a segunda maior da América do Sul, superada somente pela economia do Brasil. A Argentina é membro do Mercado Comum do Sul (Mercosul), da Organização Mundial do Comércio (OMC) e da União de Nações Sul-Americanas (UNASUL).
A Argentina tem, após seu vizinho Chile, o segundo mais alto Índice de Desenvolvimento Humano e o PIB per capita em paridade do poder de compra na América Latina. É membro do G20 maiores economias. O país é classificado como de renda média alta ou de um mercado emergente pelo Banco Mundial.

## História econômica

### Século XIX
Em meados do século XIX, a economia da Argentina começou a experimentar um rápido crescimento na exportação de matérias-primas de gado. Isto marcou o início de um período significativo de expansão macroeconômica. Com as mudanças na produção e exportação de forte crescimento de sua economia estar dentro das principais potências mundiais. Durante esses anos manteve a sua posição de destaque como 10ª nação mais rica per capita do mundo em 1913 A partir da década de 1850 começou a desenvolver um mercado de trabalho (contratação de funcionários), principalmente na província de Buenos Aires. O processo coincidiu e foi alimentado pela grande onda de imigração europeia, que começou naquela época, e que durou até 1930. A população em 1869 foi de pouco mais de 1,8 milhão de pessoas. Para o ano de 1930, a população chegou a 11 milhões.
Entre 1870 e 1914, a economia da Argentina manteve um crescimento médio anual de mais de 5% ao ano.Como unidade monetária, no início da década de 1880, estabeleceu-se como a moeda do país o "Peso", que foi usado até hoje. Durante a década de 1880, 40% de todo o capital britânico investido no exterior foram investidos na Argentina, os investimentos  foram destinados ao financiamento da rede ferroviária, que acrescentou mais 3.800 milhas, tocando 40 000 km ferroviária total.

### Industrialização acelerada
Entre os anos de 1932-1974, a economia da Argentina cresceu quase cinco vezes (ou 3,8% ao ano). Argentina criou a maior classe média proporcional da América Latina. Para 1913, a renda per capita atingia níveis sustentados por França e Alemanha e muito mais elevados do que os países como Itália e Espanha
Em 1930 entrou na Grande Depressão, após a qual se recuperou lentamente. Em 1928, a Argentina era a sexta potência do mundo, na década de 1940 quase analfabeta e não tinha população universitária foi o mais alto do mundo. Ficou em sexto lugar na escala da renda real per capita e a terceira para produtividade. Após a Segunda Guerra Mundial, e com Juan Domingo Perón no poder, mantém uma posição econômica forte. Em 1952, o governo peronista decide pagar totalmente a dívida, o país devedor de 12 500 milhões de dólares, tornou-se um credor de mais de 5.000 milhões de US$. Com moedas acumuladas durante a guerra, foi decidido realizar uma nacionalização de vários setores considerados chave para o desenvolvimento do país: o Banco Central, ferrovias, portos, etc. Em um esforço para limitar a dependência do país no mercado internacional, as medidas induzidas pelos governos como a nacionalização da indústria nacional foi alvo de incentivar o auto-desenvolvimento interno, enquanto a expansão do mercado interno através de políticas clássicas Welfare State. Entre 1945 e 1948, as vendas aumentaram 106% cozinhas, geladeiras para a venda de 218%, 133% calçado, os registros fonográficos 200% e 600% a venda de rádios, incentivados por programas de redistribuição do governo e crédito barato. Empréstimos ao setor privado triplicou e as taxas de juros não superior a 5% ao ano, os empréstimos para a indústria aumentaram seis vezes e empréstimos agrícolas dobrou. Durante o governo de Juan Domingo Perón rápido avanço da educação, combinada com a imigração, o investimento produtivo e o crescimento agrícola modelado uma sociedade de grande mobilidade social e aumento das expectativas de progresso.
Políticas de estímulo às exportações, o investimento estrangeiro em indústrias de petróleo e automobilística, altos salários, direitos trabalhistas e forte investimento em obras públicas, foram mantidos como projeto de política econômica geral para 20 anos e o país continuou a se industrializar. Entre 1959 - 1965 muitas indústrias foram estabelecidas automotricez multinacional: Citroën ,Deutz Argentina, Peugeot, Renault. Além das novas empresas que cresceram, as fábricas ampliaram suas plantas industriais, incluindo a Fiat. Além de poderosas empresas argentinas foram fundadas, como Siam Di Tella Automotive, Ay L. Decaroli, Autoar e Golias Hansa.
Durante o governo de Arturo Illia, eleito em 1963, o país continuou com a economia próspera e estável, foi promovida a exploração dos recursos de petróleo e estratégica do Estado, a indústria nacional foi incentivada, foram destinados 23% do orçamento nacional para educação e importantes obras foram confrontados públicas. O PIB cresceu em 50% a partir de 1963, os níveis de produção industrial de 60% e as vendas de carros dobrou. Entre 1963 e 1969, a indústria cresceu 27,1%. A produção de aço aumentou 70% durante a sua presidência, mais de um milhão de toneladas, a produção de carvão aumentou 50%, enquanto a produção de eletricidade subiu para 1,3 bilhões kWh (o maior da América Latina) O estoque de gado passo 40 milhões de cabeça em 1963 para mais de 46,7 milhões em 1965, e a produção de trigo aumentou 31%. Através de um programa de crédito foi continuado com a política de modernização do setor agrícola, beneficiando 37.581 agricultores. Durante este período, o registro de venda de tratores e colheitadeiras, de origem argentina , para a construção de massa e silos. Seu sucessor Arturo Frondizi (eleito em 1958) continuou com a política de rápida industrialização: a produção de petróleo triplicou, obtendo-se a autossuficiência argentina do produto. Grandes projetos de hidroeletricidade foram iniciados, além da construção de uma extensa rede de rodovias. A indústria de base foi impulsionada, com investimentos em petroquímica e siderurgia.
Em 1973, Juan Domingo Perón venceu as eleições com 62% dos votos, tendo o seu terceiro mandato (os dois primeiros foram entre 1946 e 1955) realizou o "contrato social" que os aumentos salariais médios, e estabelecer controles de preços, o que permitiu diminuir a inflação anual de 17% em 1973 para 0% em 1974. Isso resultou na média dos salários reais o log de 50% maior do que em 1963 e uma nova aceleração do crescimento econômico (6% em 1973-75) Ele deu um novo ímpeto ao comércio exterior em expansão de frota mercante Argentina, que tinha no final de 1973 198 barcos. No início de 1974, Perón abre Atucha, a primeira usina nuclear na América Latina e começa a operar com apenas 1 reator, para suprir as necessidades energéticas nucleares de 4 milhões de pessoas.
As políticas do liberalismo econômico, realizadas após o golpe de Estado 1976, mostraram que a economia estava desregulada pelo governo o qual jogava crédito e mantinha as empresas funcionando, que acostumadas a décadas de protecionismo, não estava preparada para concorrência externa as quais 400 mil, entre pequenas, médias e grandes indústrias faliram. Medidas populistas de aumento de salários a funcionários públicos e gastos governamentais totalmente descontrolados levaram a uma crônica inflação que chegou a marca de 800% ao ano. A inflação alta gerou a perda do poder de compra da população e empobrecimento da mesma. A dívida externa aumentou 7,875 milhões de dólares no final de 1975, para 45,087 milhões de dólares em 1983. Pobreza, a partir dos anos 30 é sempre colocada abaixo de 6%, foi de 5,8% em 1975 (antes do golpe), subiu para 37,4% em 1983 (quando a ditadura terminou) números inéditos para o país, que percebeu que a população nunca enriqueceu, apenas os dados eram fraudados. Sua equipe, embarcou em um caminho de liberalização comercial e privatização foi desenhado por José Martínez de Hoz, ministro das Finanças até 29 de março, 1982. Seguida as  diretrizes econômicas da Escola de Chicago, que havia sido implementado pela ditadura de Augusto Pinochet no Chile, em 1973.
No final de 1983, assume Raúl Alfonsín para resolver os problemas herdados da ditadura. Seu ministro das Finanças, Bernardo Grinspun, propôs um plano intervencionista: os salários dos funcionários públicos foram congelados, estabeleceram congelamento de preços. A baixa inflação abaixo de 2% ao ano (um valor não visto desde o pré ditadura), as receitas fiscais e conseguiu melhorar significativamente. Além de conter a alta da inflação herdada da Ditadura, a pobreza diminuiu significativamente de 37,7% em 1983, para menos de 24,3% em 1986 e 18.2% em 1989. Entre 1983 e 1986 foi alcançada a estabilidade econômica e o equilíbrio fiscal.
Em 1989, Carlos Menem ganhou as eleições e assumiu o cargo em 10 de dezembro, nomeado o ministro da Economia Domingo Cavallo. Atrelou o peso argentino ao dólar em 1991, e limitou o crescimento da oferta de moeda. Após de um ano, Cavallo é demitido e substituído por Antonio Erman González. A inflação caiu e o PIB cresceu um terço em quatro anos. As exportações aumentaram de US$12 500 milhões de dólares em 1990 para quase US$ 27 000 milhões de dólares em 2000, com um aumento de 110% na década. O PIB per capita tornou-se o mais alto em toda a década de 1990 na América Latina. Durante as décadas de 1980 e 1990 o processo de desinflação foi contínuo e sustentado, de 3.7% em 1987, 3.5% em 1988, 3.2% em 1989, 3.4% em 1990, 2,4% em 1991, 1,5% em 1992, 1,4% em 1993, 1,9% em 1994, 0,6% em 1995 e 0% em 1996, -0.7% em 1997 ,para -0.2 em 1998.
Em 1999, após dez anos de governo de Menem, é eleito Fernando de la Rúa. O ministro da Economia Domingo Cavallo executou o ajuste fiscal exigido pelo FMI: corte no orçamento da universidade, cortes nos salários dos professores, nas pensões, em programas de saúde, demitindo 40 mil funcionários públicos e a flexibilidade do trabalho. As medidas reduziram o déficit público entretanto, em 2000, a economia contraiu-se 0,5% do PIB, e a taxa de desemprego subiu para 21.5% no início de 2002 e provocou a colapso em 2001.
Em meados de 2003 iniciou uma recuperação econômica rápida. De 2003-2011, o país registrou uma fase de crescimento, com taxas que variam em torno de 9% (8,8% em 2003, 9% em 2004, 9,2% em 2005, 8,5% em 2006, 8,7% em 2007, 6,8% em 2008, 9,2% em 2010, 8,9% em 2011). Em 2003, as políticas de expansão e exportação de commodities provocaram uma recuperação do PIB. Esta tendência tem sido mantida, criando milhões de empregos e incentivando o consumo interno. A situação socioeconômica tem vindo a melhorar. Em níveis de desemprego é uma baixa contínua: 17,3% 2003 14,8% em 2004, 11,6% em 2005, 8,7% em 2006 e 7,9% em 2008. Em 2011, o a taxa de desemprego caiu para 6,7 por cento, a taxa atingiu uma baixa em 20 anos, é o nível mais baixo desde outubro de 1991. Nos últimos dez anos de produção de automóveis subiu de 169 621 veículos produzidos em 2003 para alta de 828.771 unidades em 2011. A década de 2003-2013 na construção e desenvolvimento imobiliário na Argentina foi um dos melhores períodos que se estendeu do país nos últimos 50 anos. Em 2002, trabalhadores da construção civil tinha registrado 70.000 e cresceu para o atual 380.000.
O governo de Cristina Kirchner respondeu em 2008 durante a crise financeira internacional com um recorde de 32 bilhões dólares do programa de obras públicas para 2009-10 e mais US$ 4 bilhões em novos cortes de impostos eo pagamento de toda a dívida com o FMI.
A taxa de pobreza urbana caiu para 18% em meados de 2008, um terço do pico observado em 2002, embora ainda acima do nível anterior a 1976. A distribuição de renda, tendo melhorado desde 2002, graças às altas taxas de crescimento, criação de emprego e recuperação salarial. Pobreza em 2012 é 6,5
A classe média dobrou na última década, destacando bem como o país latino-americano com o maior aumento em sua classe média como uma percentagem do total da população. Atualmente, a Argentina é considerada uma das principais economias emergentes e uma das que mais crescem no mundo. As exportações cresceram 2010-68.127 milhões de dólares. Apesar da crise internacional, o comércio exterior argentino e em particular as exportações continuaram a crescer fortemente, atingindo em 2011 um recorde de 84.295 milhões de dólares, um aumento de 24% face ao ano anterior.
Graças ao forte crescimento econômico, os aspectos estabilidade econômica e altos níveis de investimento, a classe média do país dobrou na última década, destacando-se como o país latino-americano com o maior aumento em sua classe media. Em 2011, o PIB per capita atingiu 17.376 dólares, é o maior na América Latina. a Cepal informou que em 2011 a pobreza foi de 5,7% e 1,9% destituição, posicionando Argentina como o país com menos pobreza e menos indigência na América Latina.

## Agricultura

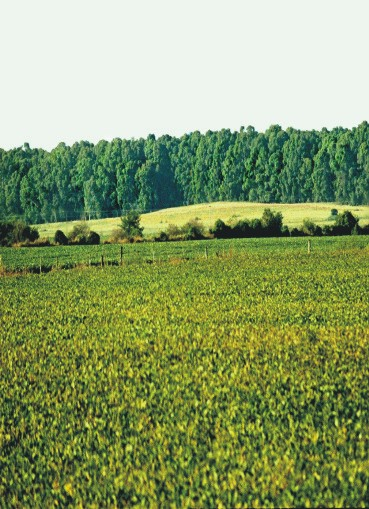
Plantação de soja nos pampas.

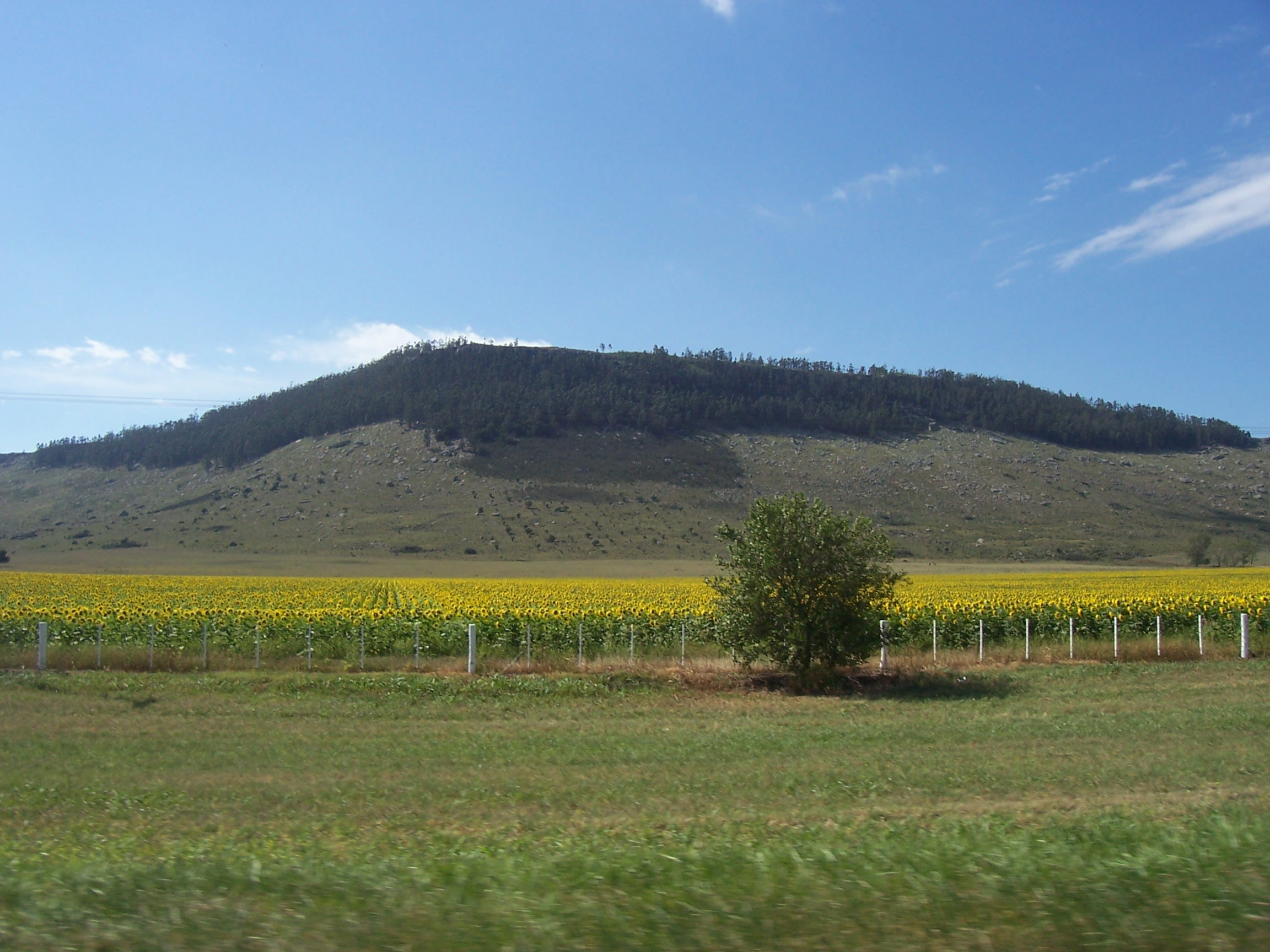
Plantação de girassol na Argentina.

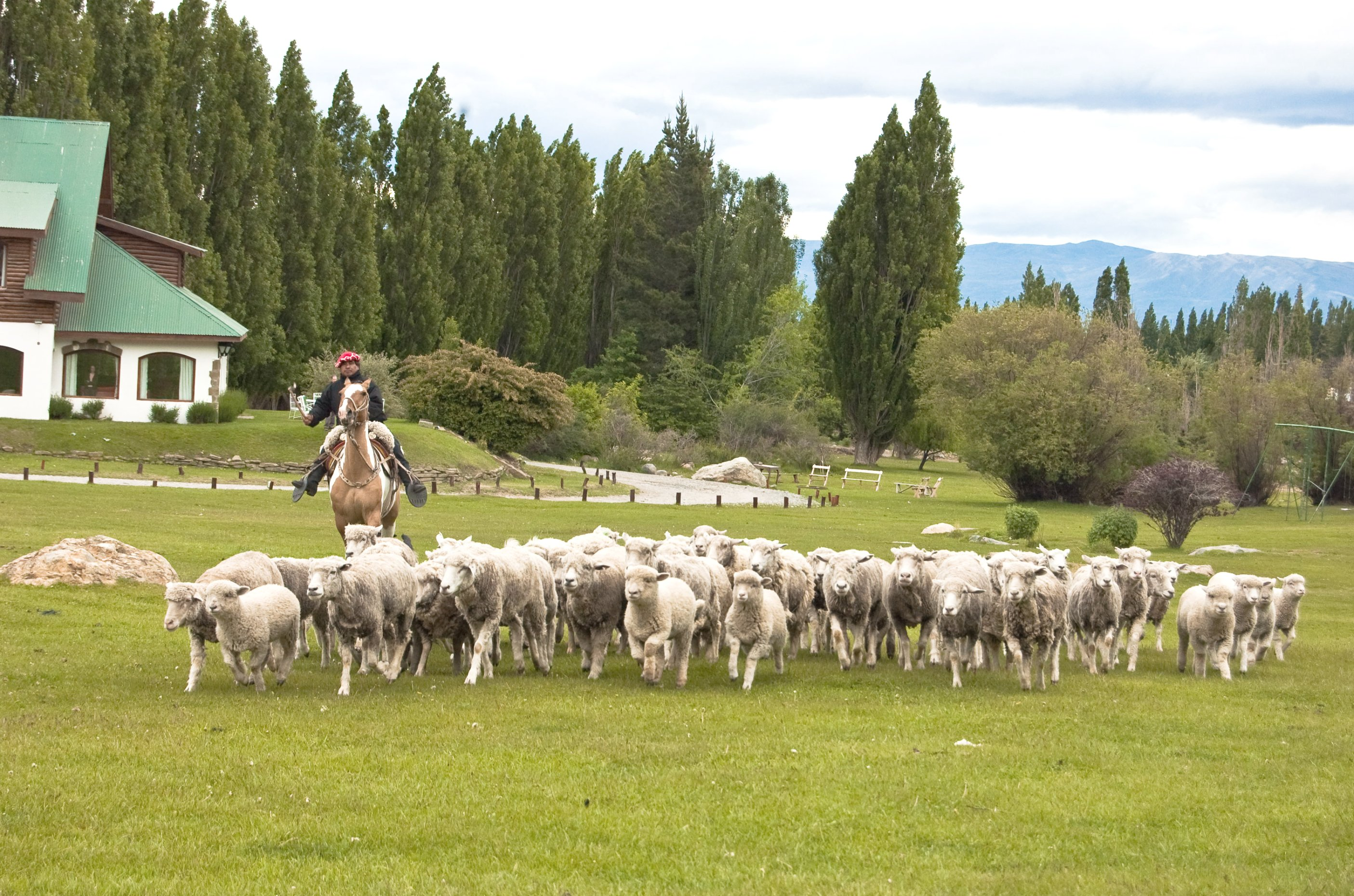
Criação de ovinos para produção de lã na Argentina.

A Argentina é um dos mais importantes  produtores agrícolas do mundo, estando entre os maiores produtores agrícolas e exportador de citrinos, uva, mel, milho, sorgo , soja , girassol, semente, trigo e erva mate, carne, cereais e azeite do mundo. Também produz e exporta grande quantidade de lã. A Agricultura representou 7,5% do PIB em 2009. Sendo a soja e seus derivados, principalmente os compostos de alimentos, produtos hortícolas e o óleo, são os principais commodities exportados, representando 24% do total. Trigo, milho, sorgo e outros cereais somaram 8%. A carne,o couro e as leiteiras foram de 5% do total das exportações.[carece de fontes?]
A Argentina é um dos 5 maiores produtores mundiais de soja, milho, semente de girassol, limão, pêra e erva-mate, um dos 10 maiores produtores mundiais de cevada, uva, alcachofra, tabaco e algodão e um dos 15 maiores produtores mundiais de trigo, cana-de-açúcar, sorgo e toranja. 
Em 2018, a Argentina era o 3º maior produtor de soja do mundo, com 37,7 milhões de toneladas produzidas (atrás apenas dos EUA e Brasil); o 4º maior produtor de milho do mundo, com 43,5 milhões de toneladas produzidas (atrás apenas dos EUA, China e Brasil); o 12º maior produtor de trigo do mundo, com 18,5 milhões de toneladas produzidas; o 11º maior produtor do mundo de sorgo, com 1,5 milhões de toneladas produzidas; o 10º maior produtor de uva do mundo, com 1,9 milhão de toneladas produzidas, além de ter produzido 19 milhões de toneladas de cana-de-açúcar, principalmente na província de Tucumán - a Argentina produz perto de 2 milhões de toneladas de açúcar com a cana produzida. No mesmo ano a Argentina produziu 4,1 milhões de toneladas de cevada, sendo um dos 20 maiores produtores do mundo deste cereal.  O país também é um dos maiores produtores mundiais de semente de girassol: em 2010, foi o 3º maior produtor do mundo com 2,2 milhões de toneladas.  Em 2018 a Argentina também produziu 2,3 milhões de toneladas de batata, quase 2 milhões de toneladas de limão, 1,3 milhão de toneladas de arroz, 1 milhão de toneladas de laranja, 921 mil toneladas de amendoim, 813 mil toneladas de algodão, 707 mil toneladas de cebola, 656 mil toneladas de tomate, 565 mil toneladas de pera, 510 mil toneladas de maçã, 491 mil toneladas de aveia, 473 mil toneladas de feijão, 431 mil toneladas de tangerina, 302 mil toneladas de erva-mate, 283 mil toneladas de cenoura, 226 mil toneladas de pêssego, 194 mil toneladas de mandioca, 174 mil toneladas de azeitona, 174 mil toneçadas de banana, 148 mil toneladas de alho, 114 mil toneladas de grapefruit, 110 mil toneladas de alcachofra, além de produções menores de outros produtos agrícolas. 
Na pecuária, a Argentina foi, em 2019, o 4º maior produtor de carne bovina do mundo, com uma produção de 3 milhões de toneladas (atrás apenas dos EUA, Brasil e China), o 4º maior produtor mundial de mel, o 10° maior produtor mundial de lã, o 13° maior produtor mundial de carne de frango, o 18° maior produtor mundial de leite de vaca, o 14° maior produtor mundial de ovo de galinha e o 23° maior produtor mundial de carne de porco.  A exportação de gado desempenha importante papel no comércio internacional, a criação de gado é uma grande indústria, com cerca de 55 milhões de cabeças, a carne é o principal componente da dieta da população, em 2013, o consumo interno de carne bovina foi classificado como o segundo mais alto desde 1960.

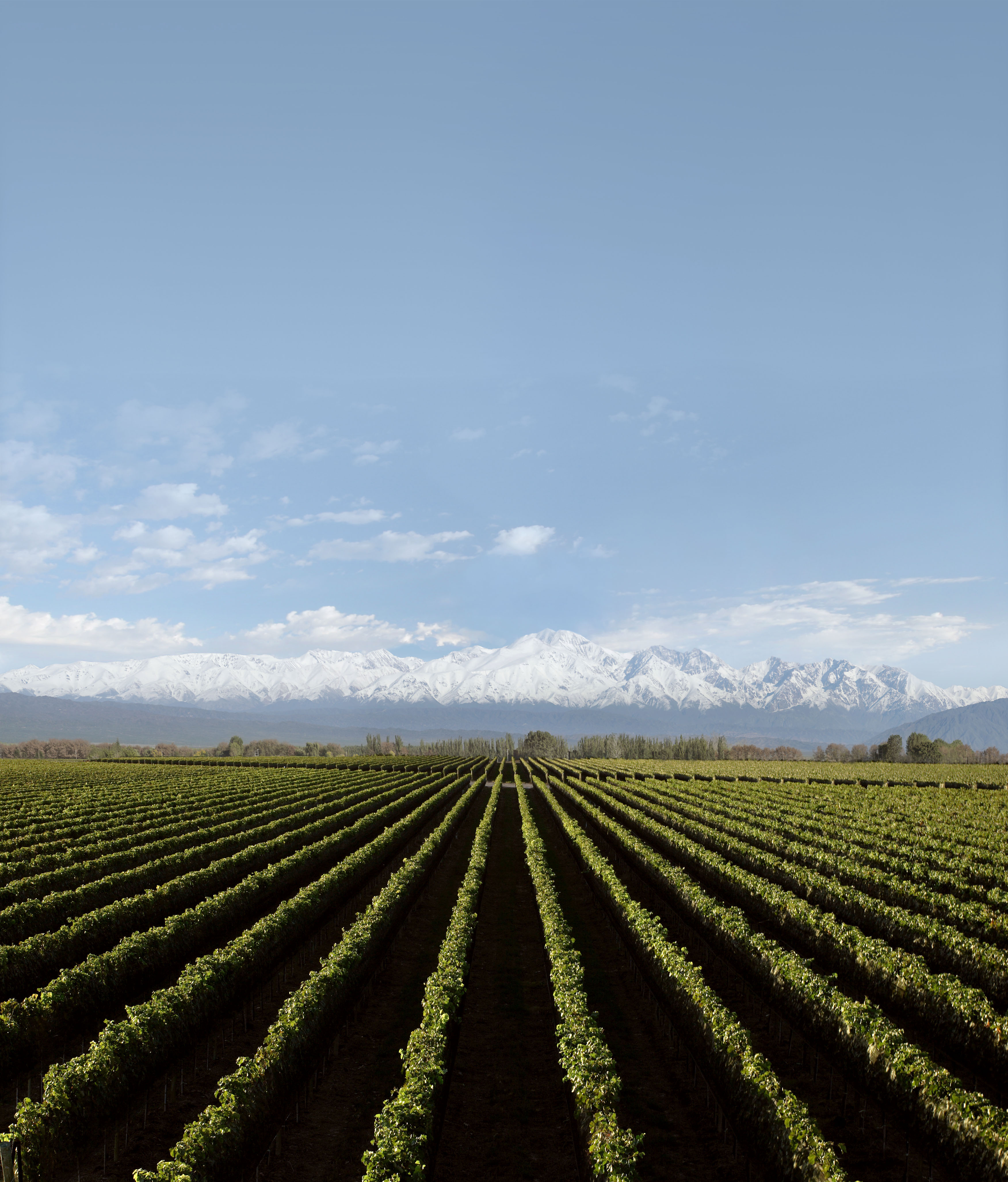
Vinhedo em Luján de Cuyo, na província de Mendoza.

A Argentina é um dos 10 maiores produtores mundiais de vinho (foi o 5º maior produtor mundial em 2018) , com uma produção de grande qualidade, famosa internacionalmente. Mendoza é a maior região de vinhos, seguida de San Juan
A pesca da Argentina produz anualmente um milhão de toneladas de capturas anuais, que representa 50% das capturas, os pesqueiros argentinos, potencialmente muito produtivos, não são plenamente explorados. A indústria pesqueira aumentou suas vendas no exterior nos últimos anos, as exportações em 2012 atingiu 1,5 bilhões de dólares, 70% a mais do que em 2003.
A Silvicultura tem longa história em todas as regiões da Argentina, além do pampas, o que representa quase 14 milhões de m³ de eucalipto, pinheiro  e elm (para celulose) são todos amplamente exploradas, principalmente para o mobiliário doméstico, bem como os produtos derivados da celulose (1,5 milhões de toneladas). A produtividade tinha aumentado consideravelmente, nos últimos 8 anos, a indústria da madeira aumentou a produção em 132% e o setor produziu em 2013 cerca de 11 000 milhões.
Entre 2003/2011, houve um crescimento de 260 por cento das exportações de manufaturas industriais (MOI), o crescimento das exportações primárias de 212 por cento e 182 por cento da produção agrícola.

## Recursos minerais e energia

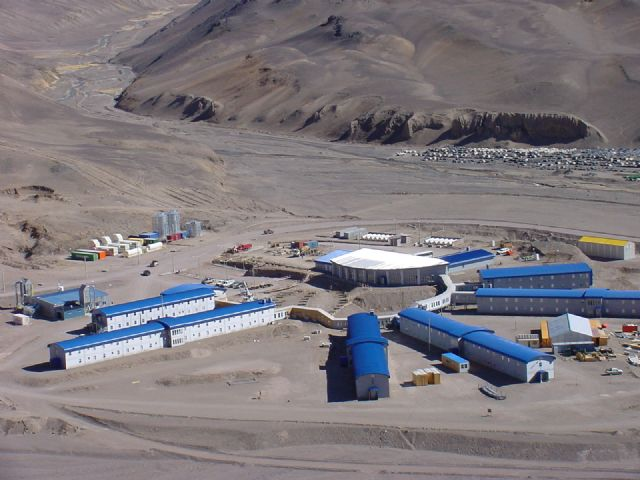
Mineração em San Juan

A mineração é uma indústria crescente, que aumentou de 2% do PIB em 1980 para cerca de 4% hoje. O país tem grande diversidade de reservas de petróleo, carvão e metais variados. Na última década houve um aumento na produção de petróleo e carvão. A produção de gás natural também é importante para a economia do país.
O Noroeste e San Juan são as principais regiões de atuação. O Carvão é extraído de Província de Santa Cruz. Os metais extraídos incluem cobre, zinco, magnésio enxofre, tungstênio, urânio, prata e, em particular, ouro, cuja produção foi impulsionada por investimentos recentes de Barrick Gold em San Juan. As exportações de minério de metal subiu de EUA $ 200 milhões em 1996 para EUA $ 1,2 bilhão em 2004, produção mineral aumentou dez vezes na última década
Na mineração, em 2019, a Argentina foi o 4º maior produtor mundial de lítio,o 9º maior produtor mundial de prata, o 17º  maior produtor mundial de ouro e o 7º  maior produtor mundial de boro.
Cerca de 35 milhões de m³ cada um de petróleo e combustíveis são produzidos, bem como 50 bilhões de m³ de gás natural, que tornavam o país auto-suficiente, e geravam cerca de 10% das exportações. O mais importante campo de petróleo se encontrava em Patagônia e Cuyo. Uma rede de transportes de gasodutos (ao lado do México, o segundo maior na América Latina) envia a matéria-prima para o Bahía Blanca, centro da indústria petroquímica e para o La Plata -Buenos Aires-Rosario, onde está o cinturão industrial. Graças à companhia petrolífera YPF em 2013 foi alcançado recorde de produção de hidrocarbonetos a partir dos últimos 30 anos.

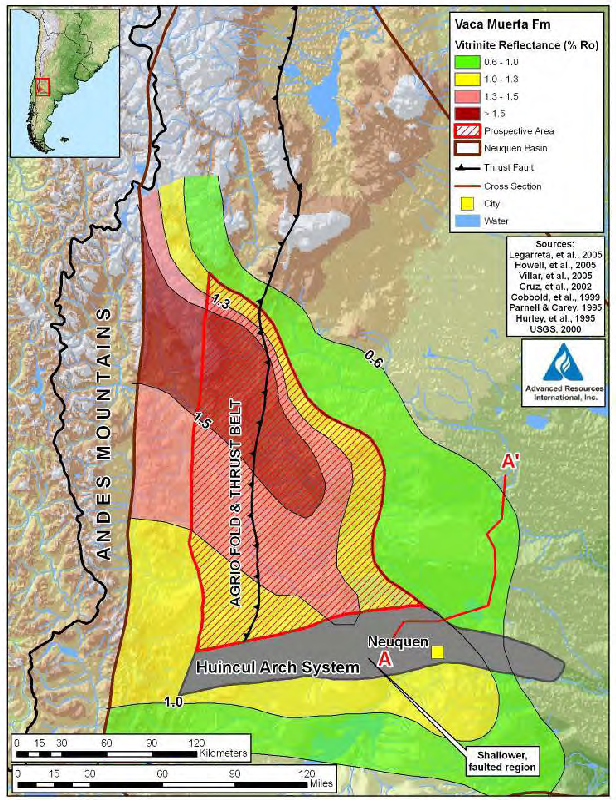
Campo de Vaca Muerta

A produção de petróleo da Argentina em 2017 era de 580 mil barris/dia , caindo para 469 mil barris/dia em 2020 por falta de investimentos.  A produção de gás natural também caiu entre 2015 e 2020, para pouco menos de 798.000 barris de óleo equivalente em 2020. Depois de quase 20 anos sendo um exportador de energia, uma combinação de produção de petróleo caindo e consumo de energia subindo fez com que a Argentina se tornasse um importador de energia em 2011. Embora Vaca Muerta tenha perto de  16 bilhões de barris de óleo de xisto tecnicamente recuperável, e seja o segundo maior depósito de gás natural de xisto do mundo, falta ao país capacidade para explorar a jazida: são necessários capital, tecnologia e conhecimentos que só podem vir de empresas de energia offshore, que vêem a Argentina e suas políticas econômicas erráticas com considerável suspeita, não querendo investir no país.
Em 2017, a Argentina foi o 18º maior produtor do mundo (e o maior produtor da América Latina) de gás natural.  Em 2020, o país era o 28º maior produtor de petróleo do mundo. 
Nas energias renováveis, em 2020, a Argentina era o 27º maior produtor de energia eólica do mundo, com 2,6 GW de potência instalada, e o 42º maior produtor de energia solar do mundo, com 0, 7 GW de potência instalada.

## Indústria

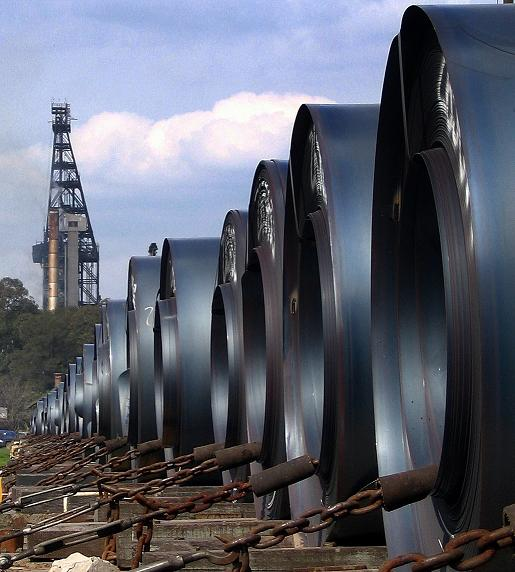
Produção de aço em San Nicolás, Buenos Aires

O Banco Mundial lista os principais países produtores a cada ano, com base no valor total da produção. Pela lista de 2019, a Argentina tem a 31ª indústria mais valiosa do mundo (US $ 57,7 bilhões), atrás do México, Brasil e Venezuela, mas à frente de Colômbia, Peru e Chile. 
Em 2019, a Argentina era o 31º produtor mundial de aço, o 28º produtor de veículos, o 22º produtor mundial de cerveja, o 4º produtor mundial de óleo de soja e o 3º produtor mundial de óleo de girassol, entre outros produtos industriais.
A indústria transformadora é o setor que traz valor ao PIB, com 23% do total (2005). Indústria é o maior empregador do país.
Desde 2003, a indústria passou por um processo de revitalização competitivo, impulsionado, principalmente, pela política econômica do governo e planos de reconversão industrial. Embora a atividade industrial é principalmente destinada a substituir as importações e as exportações. As principais indústrias incluem os automóveis, têxteis e calçados, alimentos, produtos químicos, papel, madeira e cimento. No caso específico da indústria de alimentos nos últimos anos têm desenvolvido, em muitas províncias, as economias agroindustriais, através da criação de indústrias de processamento e embalagem, especialmente produtos de frutas, verduras, laticínios e vinho .
A década de 2003-2013 na construção e desenvolvimento imobiliário na Argentina foi um dos melhores períodos nos últimos 50 anos. Em 2002, 70 mil trabalhadores da construção civil e tinha crescido para o atual 380 mil.
Devido às políticas de estímulo dos governos de Néstor e Cristina Kirchner, as indústrias tiveram uma recuperação, desde 1976. Houve forte crescimento na produção de eletrodomésticos, espera-se que em 2013 uma produção de 1.056.000 máquinas de lavar semiautomática e 380.000, marcando um novo recorde. Nos últimos dez anos, a produção de automóveis subiu de 169.621 veículos produzidos em 2003 para alta de 828.771 unidades em 2011. Isso representou um aumento de 388%. A indústria automotiva é a segunda indústria mais importante em termos de investimento estrangeiro. No período 2008-2013, os investimentos registrados 16,900 milhões nos setores automotivo, voltada para a produção de novos modelos, expansão e modernização de plantas.
Na última década, dobrou a participação da indústria no PIB, registrando um aumento de 105%, com um forte aumento da produtividade do trabalho. Ele também obteve um crescimento diversificado, especialmente em sectores de alto valor acrescentado: o setor automotivo cresceu neste período, de 409%, os minerais não metálicos 177%, 175% metalúrgicas, têxteis, de 158%, ou de 102% de borracha e plástico, 95 % substâncias e produtos químicos.
O parque industrial concentra-se na capital Buenos Aires, sua maior e mais desenvolvida cidade. Outros importantes centros industriais existem em Córdoba, Rosario, Tucumán, Mendoza, e Tierra del Fuego. Em Tierra del Fuego está concentrada a produção de alta tecnologia, entre 2009 e 2013 a produção de condicionadores de ar aumentou de 570.000 a 1.500.000, o forno de micro-ondas de 232.000 a 665.000, as televisões de 1,2 a 3 milhões e os celulares de  0,4 a 14 milhões.
O país tornou-se um centro de investimento para empresas de alta tecnologia, tem um desenvolvimento significativo na indústria eletrônica, eletromecânica e ótico, 70% das empresas do setor são exportadoras. Em 2013 exportou US $ 700 milhões para mais de 60 países, incluindo a Alemanha, Áustria, Estados Unidos, Índia, Itália e África do Sul, entre outros.

## Turismo

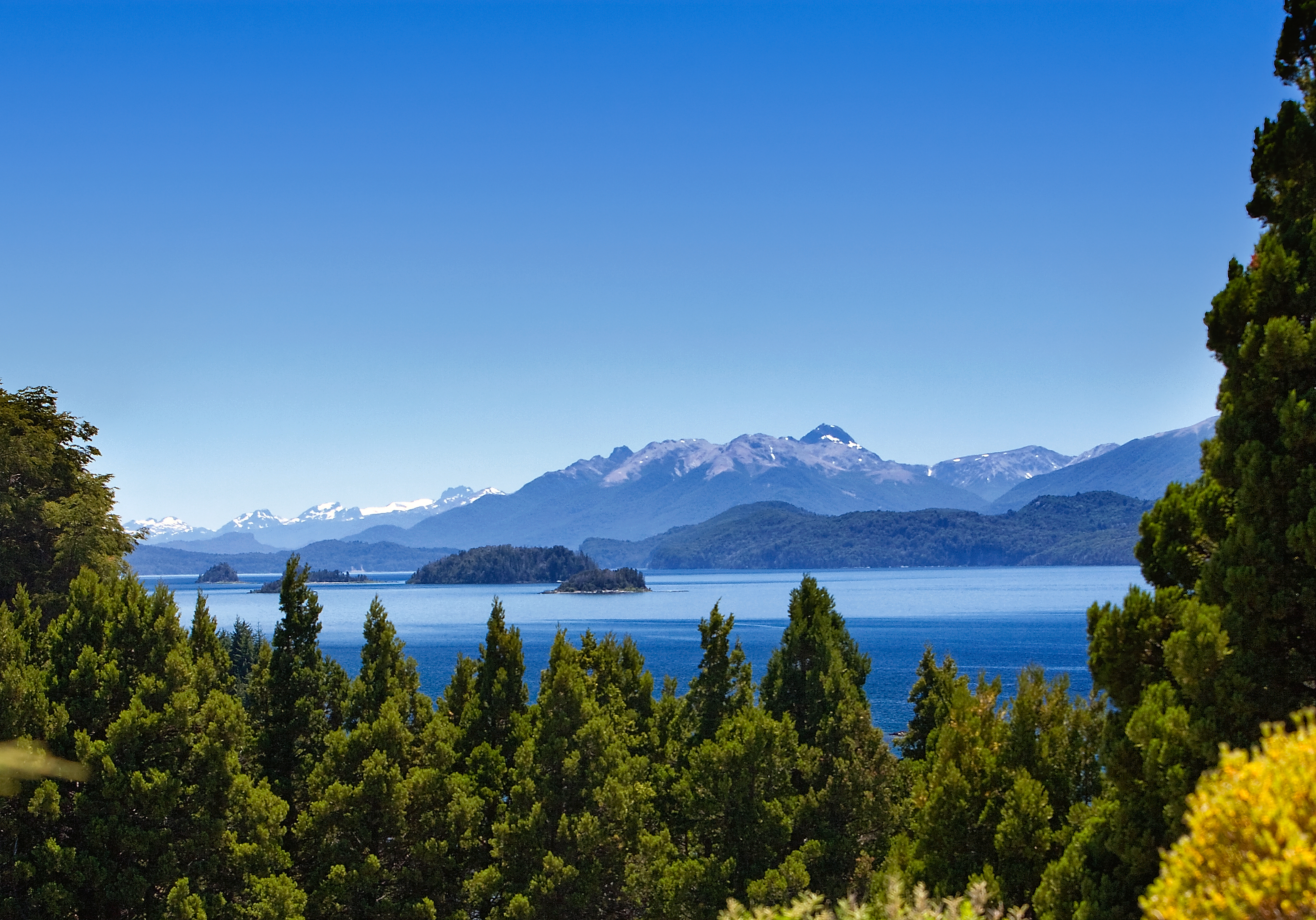
Vista do Lago Nahuel Huapi próximo à cidade de Bariloche.

A Argentina é o país mais visitado na América do Sul e o quarto mais visitado das Américas. Segundo dados oficiais da Organização Mundial de Turismo, em 2010 o país recebeu mais de 5,3 milhões de turistas estrangeiros, o que significou cerca de 4.930 milhões de receita externa.
De acordo com as projeções do atual ministro argentino de Turismo, Enrique Meyer, em 2012 a Argentina deverá receber mais de 5 milhões de estrangeiros.
Em 2018, foi o 47° país mais visitado do mundo, com 6,9 milhões de turistas internacionais (e receitas de US $ 5,5 bilhões). 
O turismo representa atualmente 7,7% do produto interno bruto (PIB) argentino. Segundo dados de 2010 do Instituto Nacional de Estatística e Censos da Argentina (INDEC) os brasileiros continuam liderando o ranking dos turistas internacionais que visitam a Argentina, representando 33% do total de estrangeiros que visitaram o país no período de setembro de 2009 a setembro de 2010.
Depois dos brasileiros, são os chilenos os turistas que mais visitam o país vizinho. Os números do INDEC mostram que em setembro de 2010 eles representaram 31% do total de turistas estrangeiros no país. Em seguida, vêm os europeus (5,2%), os norte-americanos e os canadenses (2%). No ano 2009 a crise internacional e a gripe suína, afastaram os visitantes internacionais da país.

## Sistema financeiro
Durante o sistema financeiro argentino de 90 foi consolidada e fortalecida. Depósitos cresceram fortemente. Como o crescimento econômico na década de 2003/2013 os bancos voltou a vencer depósitos, que subiu de US $; 114.462 milhões em dezembro de 2004 para $ 169.729 em dezembro de 2006, o que representa um aumento de 48%. O mercado de ações, o Merval, foi em 2013 o mercado de ações com maior crescimento no mundo.

## Comércio exterior

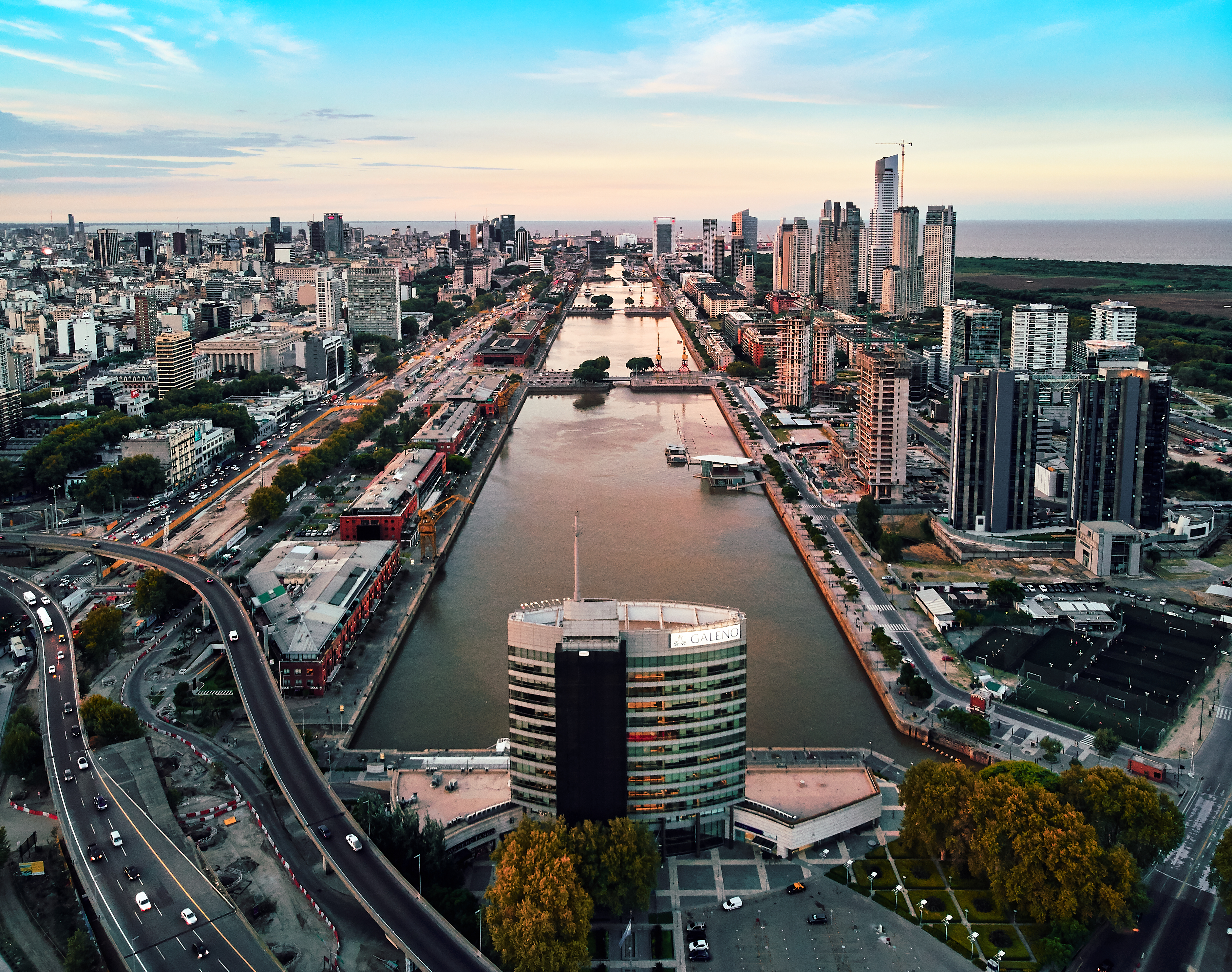
Porto de Buenos Aires.

Em 2020, a Argentina foi o 46º maior exportador do mundo (US $ 65 bilhões), 0,3% do total mundial. 
O desenvolvimento do Mercosul fez com que o Brasil se tornasse o principal parceiro do comércio exterior argentino, comprando quase um terço das exportações. Nos últimos quinze anos, as exportações argentinas aumentaram mais de quatro vezes entre 2002 e 2006 cresceu apenas cerca de 80%.
Desde 2003, graças ao processo de re-industrialização ter exportações diversificadas, especialmente de alto valor agregado: Em 2013, após mais de quatro décadas, o país voltou a exportar o material oftalmológico, também tem dado um forte impulso para o as exportações de medicamentos, com crescimento de 53% em 2012. também é líder na exportação da América Latina de software, eo terceiro do mundo em exportação de conteúdo audiovisuales,depois dos Estados Unidos e da Países Baixos. a exportação de carros cresceu em 2013.

## Infraestrutura
Infraestrutura de transporte na Argentina é relativamente avançada. Existem mais de 230.000 km de estradas (não incluindo estradas privadas), dos quais 72,000 quilômetros são pavimentados. Depois dobrou de tamanho nos últimos anos, um sistema de auto-estradas com várias faixas modernas ligam todas as principais cidades. O custo da energia elétrica é o menor da América Latina.

## Crescimento da economia
| Ano         | Taxa de Crescimento Real (%) | Referências históricas                                          |
| ----------- | ---------------------------- | --------------------------------------------------------------- |
| 1980        | +0,7%                        | Ditadura Militar                                                |
| 1981        | −5,7%                        | Ditadura Militar                                                |
| 1982        | −3,1%                        | Ditadura Militar                                                |
| 1983 - 1989 |                              |                                                                 |
| 1983        | +3,7%                        | Início do Governo Raul Alfonsin - (UCR)                         |
| 1984        | +2,0%                        | Governo Raul Alfonsin - (UCR)                                   |
| 1985        | −7,0%                        | Governo Raul Alfonsin - (UCR)                                   |
| 1986        | +7,1%                        | Governo Raul Alfonsin - (UCR)                                   |
| 1987        | +2,5%                        | Governo Raul Alfonsin - (UCR)                                   |
| 1988        | −2,0%                        | Governo Raul Alfonsin - (UCR)                                   |
| 1989 - 1995 |                              |                                                                 |
| 1989        | −7,0%                        | Início do Governo Carlos Menem - (PJ)                           |
| 1990        | −1,3%                        | Governo Carlos Menem - (PJ)                                     |
| 1991        | +10,5%                       | Governo Carlos Menem - (PJ)                                     |
| 1992        | +10,3%                       | Governo Carlos Menem - (PJ)                                     |
| 1993        | +6,3%                        | Governo Carlos Menem - (PJ)                                     |
| 1994        | +5,8%                        | Governo Carlos Menem - (PJ)                                     |
| 1995 - 1999 |                              |                                                                 |
| 1995        | −2,8%                        | Início do Segundo Governo Carlos Menem - (PJ)                   |
| 1996        | +5,5%                        | Governo Carlos Menem - (PJ)                                     |
| 1997        | +8,1%                        | Governo Carlos Menem - (PJ)                                     |
| 1998        | +3,9%                        | Governo Carlos Menem - (PJ)                                     |
| 1999 - 2003 |                              |                                                                 |
| 1999        | −3,4%                        | Início do Governo Fernando de la Rúa - (UCR)                    |
| 2000        | −0,8%                        | Governo Fernando de la Rúa - (UCR)                              |
| 2001        | −4,4%                        | Governo Fernando de la Rúa - (UCR)                              |
| 2002        | −10,9%                       | Governo Fernando de la Rúa - (UCR)                              |
| 2003 - 2007 |                              |                                                                 |
| 2003        | +9,0%                        | Início do Governo Néstor Kirchner - (PJ)                        |
| 2004        | +8,9%                        | Governo Néstor Kirchner - (PJ)                                  |
| 2005        | +8,9%                        | Governo Néstor Kirchner - (PJ)                                  |
| 2006        | +8,0%                        | Governo Néstor Kirchner - (PJ)                                  |
| 2007 - 2011 |                              |                                                                 |
| 2007        | +9,0%                        | Início do Governo Cristina Fernandez de Kirchner - (PJ)         |
| 2008        | +4,1%                        | Governo Cristina Fernandez de Kirchner - (PJ)                   |
| 2009        | −5,9%                        | Governo Cristina Fernandez de Kirchner - (PJ)                   |
| 2010        | +10,1%                       | Governo Cristina Fernandez de Kirchner - (PJ)                   |
| 2011 - 2015 |                              |                                                                 |
| 2011        | +6,0%                        | Início do Segundo Governo Cristina Fernandez de Kirchner - (PJ) |
| 2012        | −1,0%                        | Governo Cristina Fernandez de Kirchner - (PJ)                   |
| 2013        | +2,4%                        | Governo Cristina Fernandez de Kirchner - (PJ)                   |
| 2014        | −2,5%                        | Governo Cristina Fernandez de Kirchner - (PJ)                   |
| 2015 - 2019 |                              |                                                                 |
| 2015        | +2,7%                        | Início do Governo Mauricio Macri - (PRO)                        |
| 2016        | −2,1%                        | Governo Mauricio Macri - (PRO)                                  |
| 2017        | +2,8%                        | Governo Mauricio Macri - (PRO)                                  |
| 2018        | −2,6%                        | Governo Mauricio Macri - (PRO)                                  |
| 2019 - 2023 |                              |                                                                 |
| 2019        | −2,0%                        | Início do Governo Alberto Fernández - (PJ)                      |
| 2020        | −9,9%                        | Governo Alberto Fernández - (PJ)                                |
| 2021        | +10,4%                       | Governo Alberto Fernández - (PJ)                                |
| 2022        | +5,3%                        | Governo Alberto Fernández - (PJ)                                |
| 2023 - 2027 |                              |                                                                 |
| 2023        | −1,6%                        | Início do Governo Javier Milei - (PL)                           |
| 2024        | −1,7%                        | Governo Javier Milei - (PL)                                     |

Dados do Fundo Monetário Internacional.